# Alchemilla exuens
Alchemilla exuens är en rosväxtart som beskrevs av Sergei Vasilievich Juzepczuk. Alchemilla exuens ingår i släktet daggkåpor, och familjen rosväxter. Inga underarter finns listade i Catalogue of Life.